# 別府竹細工

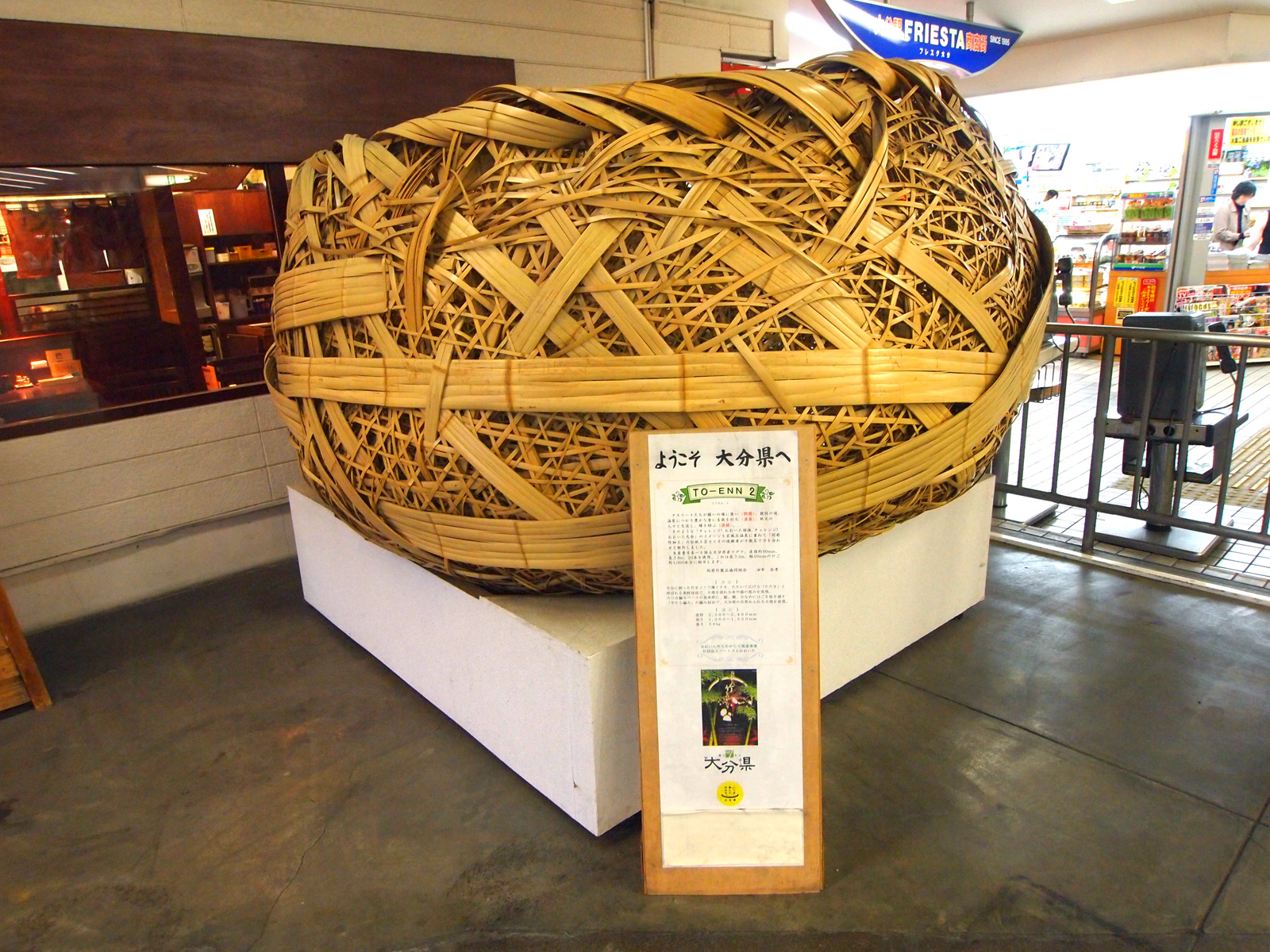
JR大分駅に展示されている別府竹細工の巨大な竹籠

別府竹細工（べっぷたけざいく）は、大分県別府市周辺で伝統的に生産されている竹細工である。

## 概要
竹材のうちで竹細工に使用されるのは主にマダケである。大分県はマダケの生産量が32%（2007年）のシェアを占めて全国一であり、その豊富な竹材を利用した竹工芸が歴史的に盛んである。中でも別府竹細工は、県内産の良質のマダケを主材料とし、花籠、盛かご等の籠（篭、かご）を中心に、青竹を使った日用品から、ファッション性を追求したバッグや、インテリア照明まで幅広い製品を生産している。
竹細工には、伐採したままの青竹、火であぶったり（乾式）、苛性ソーダで煮沸したり（湿式）して油抜きをした晒し竹、ある程度炭化させた炭化竹、伐採後数ヶ月から数年間自然に枯らしたもの、家屋の屋根裏で数十年間囲炉裏や竈の煙で燻された煤竹といった、弾力性、硬さ、耐久性などが異なる種々の竹材が利用目的によって使い分けられる。

## 歴史
「別府竹細工」の起源は、人皇12代景行天皇が九州熊そ征伐の帰りに別府に立ち寄った際、お供の膳伴（台所方）が、良質のシノダケの多いことを発見して、メゴ（茶碗かご）を作ったことが別府竹細工のはじまりとされます。。
しかし、別府で竹工芸品が本格的に生産されるようになったのは、室町時代のことであり、行商用の籠が生産され、取引のための市場が整備されたとされる。江戸時代には、別府温泉が全国的に知られるようになり、湯治客が滞在中の自炊のために使用する飯籠、笊（ざる）などの竹製生活用品が販売された。
明治のはじめ別府港が完成すると、別府は瀬戸内航路の物資が集まる中継地となり、さらに大勢の湯治客が訪れる温泉都市へと変化する中で、竹細工への需要も大きく高まっていく。湯治客の滞在生活の中で評判を得た竹製生活用品は、土産品としても利用されるようになって市場が拡大し、別府の地場産業として定着した。
また、泉都別府には財界人や文化人などが集まる別荘が多く建てられ、茶道具などの美術品が求められるようになる。そのような中で編組技法の高度化などの別府竹細工の特徴が見られるようになり、太さの違うひごを駆使した多彩で複雑な網代編み文様などを用いた様々な美術工芸品も産み出されるようになった。
1902年（明治35年）に創立された 別府町・浜脇町学校組合立工業徒弟学校（現在の大分県立大分工業高等学校の前身）では、竹工芸の技術者育成が行われた。
1938年（昭和13年）には、竹工芸の技術者育成、試験研究のために、大分県工業試験場別府工芸指導所（1954年（昭和29年）に大分県別府産業工芸試験所に改称）が大分県によって設立され、その後、大分県立別府高等技術専門校との統合で発足した大分県竹工芸・訓練支援センターは、竹工芸科を持つ日本で唯一の職業能力開発校であり、現在も多くの技術者を育成している。
1967年（昭和42年）には別府市の生野祥雲斎が竹工芸では初めての重要無形文化財保持者（人間国宝）に認定されるなど、別府竹細工はその品質も高く評価されている。1979年（昭和54年）には経済産業大臣指定伝統的工芸品に指定されており、伝統工芸士の認定登録者は2011年2月現在で21名にのぼる。
また、1978年（昭和53年）には、業界団体である別府竹製品協同組合が設立され、別府竹細工の発展・振興等を図っている。現在は地域団体商標に登録されている。

## 別府市竹細工伝統産業会館
1950年（昭和25年）に、竹工芸の試験研究のために別府市によって設立された別府市工芸研究所を前身とする。現在の別府市竹細工伝統産業会館は1994年（平成6年）6月に竣工したものである。
別府竹細工の作品や資料を収集・研究して、常設展示や、企画展示会を開催し、後継者育成教室、体験学習教室なども行っている。また、2011年（平成23年）9月からは竹細工の土産品の販売も開始している。
- 所在地：大分県別府市東荘園8丁目3組
- 交通：
  - JR九州日豊本線別府駅より車で約10分
  - 亀の井バス九大別府病院経由南原線で南原停留所下車、徒歩約2分
  - 亀の井バス鶴見病院経由鉄輪線で竹細工伝産館前停留所下車すぐ